# Halide
Trong hóa học, halide (hay halogenide) là một hợp chất hóa học chứa hai nguyên tố, trong đó một nguyên tố là nguyên tử halogen và phần còn lại là nguyên tố hoặc gốc có độ âm điện ít hơn so với halogen, để tạo ra một hợp chất fluoride, chloride, bromide, iodide, astatide hoặc hợp chất tennesside (theo lý thuyết). Kim loại kiềm phản ứng trực tiếp với halogen ở điều kiện thích hợp tạo thành halide có công thức chung MX (X = F, Cl, Br hoặc I). Nhiều muối là halide; âm tiết hal- trong halide và halite phản ánh mối tương quan này.
Ion halide là nguyên tử halogen mang điện tích âm. Các anion halide là fluoride (F−
), chloride (Cl−
), bromide (Br−
), iodide (I−
) và astatide (At−
). Các ion như vậy có mặt trong tất cả các muối ion halide. Khoáng chất halide có chứa halide.
Tất cả các halide này đều là chất rắn kết tinh không màu, có độ nóng chảy cao và giá trị tuyệt đối của enthalpy tạo thành chuẩn có giá trị cao.

## Thuốc thử
Các hợp chất halide như KCl, KBr và KI có thể được thử bằng dung dịch bạc nitrat, AgNO
3 . Halogen sẽ phản ứng với Ag+
 và tạo thành kết tủa, có màu sắc khác nhau tùy thuộc vào halogen:
- AgF: tan được trong nước
- AgCl: trắng
- AgBr: vàng nhạt
- AgI: vàng (xanh lá cây)

Đối với các hợp chất hữu cơ chứa halide, có thể sử dụng thuốc thử Beilstein.

## Ứng dụng
Halide kim loại được sử dụng trong đèn phóng điện cường độ cao (HID), gọi là đèn halide-kim loại, chẳng hạn như các loại đèn được sử dụng trong đèn đường hiện đại. Những loại đèn này tiết kiệm năng lượng hơn đèn hơi thủy ngân và có khả năng tạo màu sắc tốt hơn nhiều so với đèn hơi natri cao áp màu cam . Đèn halide-kim loại cũng thường được sử dụng trong nhà kính hoặc ở vùng có khí hậu mưa để bổ sung ánh sáng mặt trời tự nhiên.
Bạc halide được sử dụng trong phim chụp ảnh. Khi tráng phim, bạc halide tiếp xúc với ánh sáng sẽ bị khử thành bạc kim loại, tạo thành hình ảnh.
Halide cũng được sử dụng trong kem hàn.
Hóa hữu cơ sử dụng halogen để tạo thành các hợp chất cơ-halide.

## Các hợp chất

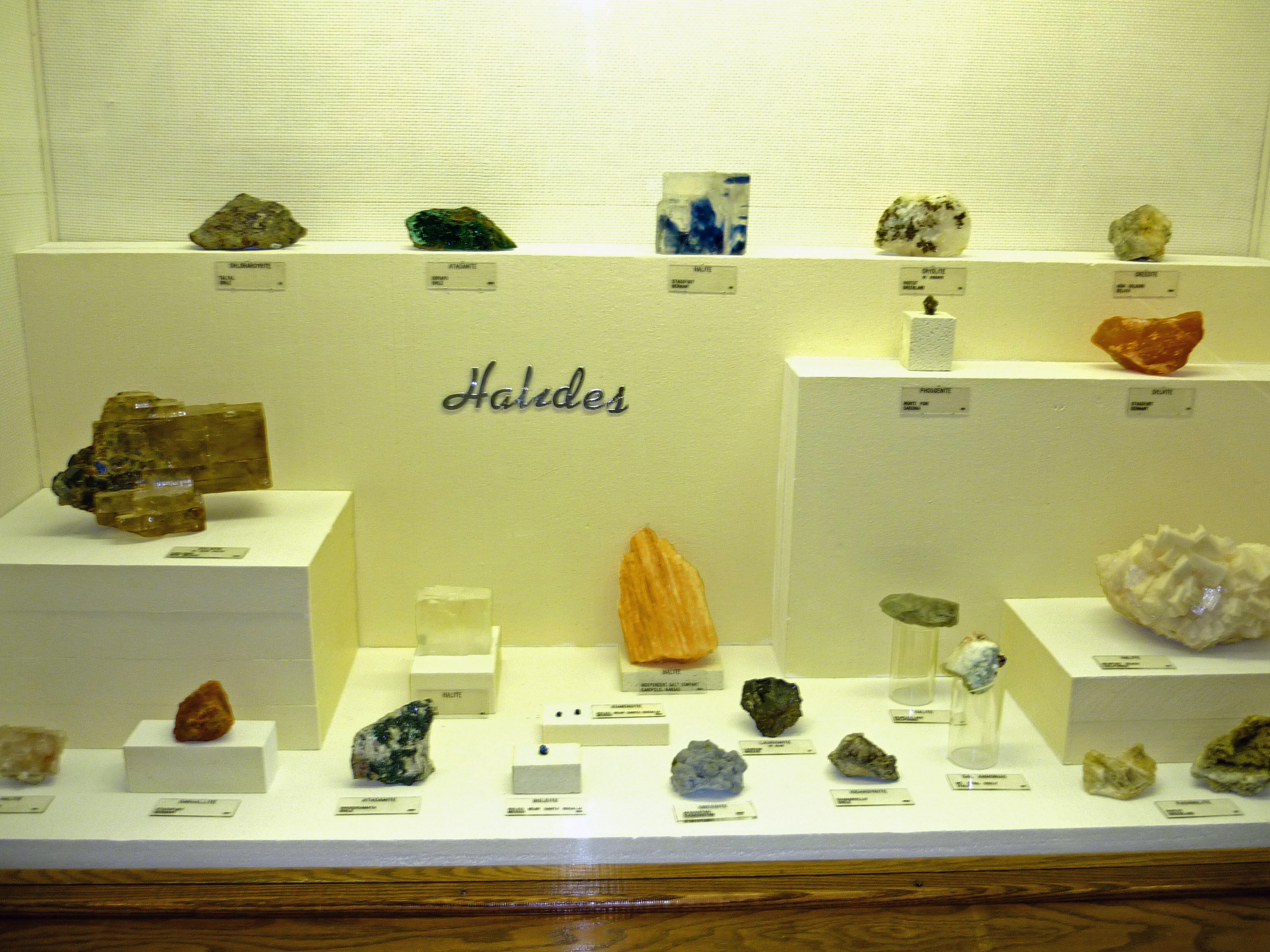
Triển lãm khoáng sản halide tại Bảo tàng Địa chất, Nam Dakota

Một số hợp chất halide:
- Natri chloride (NaCl)
- Kali chloride (KCl)
- Kali iodide (KI)
- Lithi chloride (LiCl)
- Đồng(II) chloride (CuCl
2)
- Bạc chloride (AgCl)
- Calci chloride (CaCl
2)
- Chlor fluoride (ClF)
- Dẫn xuất halogen
  - Bromomethan (CH
3Br)
  - Iodoform (CHI
3)
- Hydro chloride (HCl)
- Hydro bromide (HBr)

### Silic
- SiF4 (thể khí)
- SiCl4
- SiBr4
- SiI4
- SiAt4
- SiTs4